# Balta Tocila, Buzău
Balta Tocila (în trecut, Tocila) este un sat în comuna Scorțoasa din județul Buzău, Muntenia, România. Se află în centrul județului, în depresiunea Policiori din Subcarpații de Curbură.